# Charlie Hall
Charlie Hall (19 de agosto de 1899 – 7 de dezembro de 1959) foi um ator britânico da era do cinema mudo, que estrelou em sua carreira, um total de mais de 250 filmes, dos quais o último foi um curta-metragem So You Wanna Play Piano (1956).

## Ler mais
- McKeown, Dean (2009). The Charlie Hall Picture Archive. [S.l.]: The Nutty Nut News Network Press